# 東十条
東十条（ひがしじゅうじょう）は、東京都北区の町名。現行行政地名は東十条一丁目から東十条六丁目。全域が住居表示実施済み区域である。

## 地理
東京都北区の中央部に位置し、王子地区内にあたる。北は赤羽南・神谷、東は神谷・王子、南は岸町、西は中十条と接する。
JR東十条駅を中心に、京浜東北線の線路の東側に広がる住宅街である。いわゆる「十条」地区の東端に当たる地域だが、十条地区の他町に比べ低地になっている。

### 地価
住宅地の地価は、2025年（令和7年）1月1日の公示地価によれば、東十条1-15-14の地点で60万3000円/m2となっている。

## 歴史
1871年（明治4年）11月14日に浦和県（現埼玉県）から東京府に編入された。1889年（明治22年）の町村制施行時点では大部分が北豊島郡王子村（1908年に町制施行し王子町へ）に所属する区域であり、当時の大字上十条および大字下十条の一部あった。王子町は1932年（昭和7年）に東京市へ編入され王子区へ移行し、大字上十条・大字下十条は上十条町・下十条町となる。1939年（昭和14年）に上十条町・下十条町のそれぞれ一部より東十条一丁目～六丁目が成立した。
1947年（昭和22年）に王子区は滝野川区と合併し北区が成立。その後1964年に住居表示により東十条一丁目～六丁目全域及び上十条町（1939年の町名変更時の残部）・神谷町などのそれぞれ一部を合わせて現在の東十条一丁目～六丁目となって現在に至る。

### 町名の変遷
| 実施後       | 実施年月日                | 実施前                                           |
| ------------ | ------------------------- | ------------------------------------------------ |
| 東十条一丁目 | 1964年（昭和39年）12月1日 | 東十条一丁目                                     |
| 東十条二丁目 | 1964年（昭和39年）12月1日 | 東十条二丁目                                     |
| 東十条三丁目 | 1964年（昭和39年）12月1日 | 東十条三丁目、上十条町、王子五丁目、神谷町一丁目 |
| 東十条四丁目 | 1964年（昭和39年）12月1日 | 東十条四丁目                                     |
| 東十条五丁目 | 1964年（昭和39年）12月1日 | 東十条五丁目                                     |
| 東十条六丁目 | 1964年（昭和39年）12月1日 | 東十条六丁目、稲付町二丁目                       |

## 世帯数と人口
2023年（令和5年）1月1日現在（東京都発表）の世帯数と人口は以下の通りである。
| 丁目         | 世帯数    | 人口     |
| ------------ | --------- | -------- |
| 東十条一丁目 | 1,510世帯 | 2,485人  |
| 東十条二丁目 | 1,655世帯 | 2,484人  |
| 東十条三丁目 | 1,860世帯 | 2,941人  |
| 東十条四丁目 | 1,608世帯 | 2,424人  |
| 東十条五丁目 | 1,333世帯 | 2,132人  |
| 東十条六丁目 | 826世帯   | 1,445人  |
| 計           | 8,792世帯 | 13,911人 |

### 人口の変遷
国勢調査による人口の推移。
| 年                 | 人口   |
| ------------------ | ------ |
| 1995年（平成7年）  | 13,058 |
| 2000年（平成12年） | 12,347 |
| 2005年（平成17年） | 12,777 |
| 2010年（平成22年） | 13,397 |
| 2015年（平成27年） | 14,369 |
| 2020年（令和2年）  | 14,692 |

### 世帯数の変遷
国勢調査による世帯数の推移。
| 年                 | 世帯数 |
| ------------------ | ------ |
| 1995年（平成7年）  | 6,192  |
| 2000年（平成12年） | 6,260  |
| 2005年（平成17年） | 6,880  |
| 2010年（平成22年） | 7,522  |
| 2015年（平成27年） | 8,257  |
| 2020年（令和2年）  | 8,636  |

## 学区
区立小・中学校に通う場合、学区は以下の通りとなる（2023年10月時点）。
| 丁目         | 番地            | 小学校             | 中学校               |
| ------------ | --------------- | ------------------ | -------------------- |
| 東十条一丁目 | 全域            | 北区立東十条小学校 | 北区立王子桜中学校   |
| 東十条二丁目 | 全域            | 北区立東十条小学校 | 北区立王子桜中学校   |
| 東十条三丁目 | 1〜9番 11〜18番 | 北区立東十条小学校 | 北区立王子桜中学校   |
| 東十条三丁目 | 10番            | 北区立王子小学校   | 北区立王子桜中学校   |
| 東十条四丁目 | 全域            | 北区立東十条小学校 | 北区立王子桜中学校   |
| 東十条五丁目 | 全域            | 北区立稲田小学校   | 北区立神谷中学校     |
| 東十条六丁目 | 1〜16番         | 北区立稲田小学校   | 北区立神谷中学校     |
| 東十条六丁目 | 17番            | 北区立稲田小学校   | 北区立赤羽岩淵中学校 |

## 交通

### 鉄道
- JR京浜東北線 ■東十条駅

### 道路
- 東京都道318号環状七号線（環七通り）

## 事業所
2021年（令和3年）現在の経済センサス調査による事業所数と従業員数は以下の通りである。
| 丁目         | 事業所数  | 従業員数 |
| ------------ | --------- | -------- |
| 東十条一丁目 | 69事業所  | 477人    |
| 東十条二丁目 | 93事業所  | 659人    |
| 東十条三丁目 | 185事業所 | 4,335人  |
| 東十条四丁目 | 163事業所 | 896人    |
| 東十条五丁目 | 66事業所  | 429人    |
| 東十条六丁目 | 66事業所  | 696人    |
| 計           | 642事業所 | 7,492人  |

### 事業者数の変遷
経済センサスによる事業所数の推移。
| 年                 | 事業者数 |
| ------------------ | -------- |
| 2016年（平成28年） | 761      |
| 2021年（令和3年）  | 642      |

### 従業員数の変遷
経済センサスによる従業員数の推移。
| 年                 | 従業員数 |
| ------------------ | -------- |
| 2016年（平成28年） | 6,488    |
| 2021年（令和3年）  | 7,492    |

## 施設
- 北区保健所（東十条二丁目）
- 北区立東十条図書館（東十条三丁目）
- 北区立東十条小学校（東十条三丁目）
- 東十条郵便局（東十条四丁目）
- 東十条駅前郵便局（東十条二丁目）
- 成立学園中学校・高等学校（東十条六丁目）
- 東十条六郵便局（東十条六丁目）

## その他

### 日本郵便
- 郵便番号 : 114-0001[3]（集配局 : 王子郵便局[16]）。